# Иван Попандонов
Иван Попандонов (изписване до 1945 година: Иванъ попъ Андоновъ или Антоновъ) е български духовник, участник в борбата за утвърждаване на Българската екзархия в Одринска Тракия.

## Биография
Иван Попандонов е роден в големия български македонски град Воден, тогава в Османската империя, днес в Гърция. Замества Никола Шкутов като екзархийски архиерейски наместник в Дедеагач. При наместничеството му в 1892 година в града е открита българска църква „Св. св. Кирил и Методий“. В началото на февруари 1893 година получава назначение за протосингел и надзирател в Одринската българска митрополия и е заменен в Дедагач от отец Дойчин Запрев.
На 22 юни 1894 година е назначен за архиерейски наместник в Гюмюрджина, като сменя на поста светското лице Стоян Димитров. След два дни престой в Гюмюрджина под силен гръцки натиск властите го принуждават да замине за Одрин. Благодарение на енергичното застъпничество на Одринската митрополия и на члена на вилаетския съвет Георги Сивриев, Попандонов отново се връща в Гюмюрджина. В 1897 година отец Иван Попандонов е сменен в Гюмюрджина от отец Запрев.
Иван П. Антонов е председател на Воденската българска община от 1901 година до 1904 година.
На 10 март 1907 година учителят Симеон Михайлов, Иван Попантонов, председател на българската община и други българи отсядат в дома на Иван Цакончев в Цакони. На другия ден всички са избити от гръцки андарти. Според Христо Караманджуков е убит в 1905 година от гръцки андарти в Съботско.